# Stephen Strittmatter
Stephen Mark Strittmatter (* 25. August 1958 in St. Louis, Missouri) ist ein US-amerikanischer Neurologe.
Strittmatter studierte an der Harvard University mit dem Bachelor-Abschluss summa cum laude 1980 und Medizin an der Johns Hopkins University mit dem M.D. und Ph.D. Abschluss 1986 bei Solomon H. Snyder. Danach absolvierte er eine Internship und Residency (1990) in Neurologie am Massachusetts General Hospital. Dort forschte er 1991 als Research Fellow an der Wachstumsorientierung von Axonen unter Mark Fishman und erhielt seinen Facharzt in Neurologie und Psychiatrie. Er war kurz Assistant Professor an der Harvard Medical School, bevor er ab 1993 an der Yale University lehrte. Dort ist er Vincent Coates Professor für Neurologie und Neurowissenschaft. Er ist Direktor des Alzheimer-Forschungszentrums der Yale University und leitete das Programm für zelluläre Neurowissenschaft, Neurodegeneration und -Reparatur.
Er forschte über das Wachstum und die Orientierung von Axonen bei der Entwicklung des Nervensystems und Regeneration beschädigtem Nervengewebe und über die Alzheimer-Krankheit und anderen Demenzerkrankungen und Störungen der Gedächtnisfunktionen.
Er erhielt den Jacob Javits Award der NINDS und der American Academy of Neurology. 2021 erhielt er den Internationalen König Faisal Preis mit Robin James Milroy Franklin für ihre Beiträge zur regenerativen Medizin bei neurologischen Erkrankungen.

## Schriften (Auswahl)
- mit J. A. Javitch, R. J. D’Amato, S. H. Snyer: Parkinsonism-inducing neurotoxin, N-methyl-4-phenyl-1, 2, 3, 6-tetrahydropyridine: uptake of the metabolite N-methyl-4-phenylpyridine by dopamine neurons explains selective toxicity, Proc. Nat. Acad. Sci. USA, Band 82, 1985, S. 2173–2177
- mit M. C. Fishman u. a.: G 0 is a major growth cone protein subject to regulation by GAP-43, Nature, Band 344, 1990, S. 836–841
- mit Y. Goshima, F. Nakamura, P. Strittmatter: Collapsin-induced growth cone collapse mediated by an intracellular protein related to UNC-33, Nature, Band 376, 1995, S. 509–514
- mit M. C. Fishman u. a.: Neuronal pathfinding is abnormal in mice lacking the neuronal growth cone protein GAP-43, Cell, Band 90, 1995, S. 445–452
- mit Z. Jin: Rac1 mediates collapsin-1-induced growth cone collapse, Journal of Neuroscience, Band 17, 1997, S. 6256–6263
- mit T. Takahashi u. a.: Plexin-neuropilin-1 complexes form functional semaphorin-3A receptors, Cell, Band 99, 1999, S. 59–69
- mit T. GrandPré, F. Nakamura, T. Vartanian: Identification of the Nogo inhibitor of axon regeneration as a Reticulon protein, Nature, Band 403, 2000, S. 439–444
- mit A. E. Fournier, T. GrandPré: Identification of a receptor mediating Nogo-66 inhibition of axonal regeneration, Nature, Band 409, 2001, S. 341–346
- mit T. GrandPré, S. Li: Nogo-66 receptor antagonist peptide promotes axonal regeneration, Nature, Band 417, 2002, S. 547–551
- mit X. Wang u. a.: Localization of Nogo-A and Nogo-66 receptor proteins at sites of axon–myelin and synaptic contact, Journal of Neuroscience, Band 22, 2002, S. 5505–5515
- mit B. P. Liu, A. Fournier, T. GrandPré: Myelin-associated glycoprotein as a functional ligand for the Nogo-66 receptor, Science, Band 297, 2002, S. 1190–1193
- mit A. E. Fournier, B. T. Takizawa: Rho kinase inhibition enhances axonal regeneration in the injured CNS, Journal of Neuroscience, Band 23, 2003, S. 1416–1423
- mit S. Li: Delayed systemic Nogo-66 receptor antagonist promotes recovery from spinal cord injury, Journal of Neuroscience, Band 23, 2003, S. 4219–4227
- mit J. E. Kim, B. P. Liu, H. H. Park: Nogo-66 receptor prevents raphespinal and rubrospinal axon regeneration and limits functional recovery from spinal cord injury, Neuron, Band 44, 2004, S. 439–451
- mit A. W. McGee, Y. Yang, Q. S. Fischer, N. W. Daw: Experience-driven plasticity of visual cortex limited by myelin and Nogo receptor, Science, Band 309, 2005, S. 2222–2226
- mit C. Francks, Anthony P. Monaco u. a.: LRRTM1 on chromosome 2p12 is a maternally suppressed gene that is associated paternally with handedness and schizophrenia, Molecular Psychiatry, Band 12, 2007, S. 1129–1139
- mit J. Laurén u. a.: Cellular prion protein mediates impairment of synaptic plasticity by amyloid-β oligomers, Nature, Band 457, 2009, S. 1128–1132
- mit J. W. Um u. a.: Metabotropic glutamate receptor 5 is a coreceptor for Alzheimer aβ oligomer bound to cellular prion protein, Neuron, Band 79, 2013, S. 887–902